# Heinrich von Plauen
Pour les articles homonymes, voir Heinrich Reuß von Plauen.
Heinrich von Plauen, ou Henri de Plauen, né en 1370 et mort en 1429 au château de Lochstädt, près de Königsberg, est un chevalier teutonique. C'est le vingt-septième grand maître de l'ordre Teutonique de 1410 à octobre 1413. Il descend de la famille des seigneurs de Plauen de la branche aînée, celle des Mühltroff.

## Biographie
Henri de Plauen naît dans le Vogtland entre la Thuringe et la Saxe. Il est d'abord chevalier invité en 1390, puis il prononce ses vœux et est adoubé en 1391. Il est à la commanderie de Dantzig de 1399 à 1402 et devient commandeur de la commanderie de Nessau de 1402 à 1407 et de celle de Schwetz de 1407 à 1410.
Henri von Plauen ne prend pas part à la désastreuse bataille de Tannenberg du 15 juillet 1410, mais lorsqu'il apprend la nouvelle de la défaite, il rassemble immédiatement trois mille hommes pour défendre la forteresse de Marienbourg qui est alors la capitale de l'État teutonique, et où se trouvaient les forces polono-lituaniennes. Il est désigné vice-grand maître de l'Ordre par les chevaliers atterrés par la défaite et revenus de Tannenberg à Marienbourg, en attendant l'élection du successeur d'Ulrich von Jungingen dans les formes. Il écrit aussi en Allemagne pour demander des subsides et l'empereur Sigismond lui en envoie d'Allemagne et de Hongrie. Plauen arrive à temps à Marienbourg et le siège de Marienbourg débute le 26 juillet 1410 et se termine le 19 septembre 1410, tandis que les évêques de Sambie et de Culm, lassés par la guerre, se rallient au nouveau maître polonais. Le roi Jagellon ne s'attendait pas à une résistance aussi forte de la part des chevaliers allemands et de leurs troupes, et n'est pas préparé pour un siège aussi long. D'autres places fortes de Prusse envoient des troupes, ainsi que la province de Livonie et même de la province teutonique d'Allemagne. Henri de Plauen parvient à chasser le roi polonais et à reprendre ses forteresses perdues à la fin de septembre, alors que les troupes du grand-duc Vytautas (ou Vitold le Grand) sont décimées par la dysenterie.
Le chapitre général (capitulum) réuni à Marienbourg le choisit à l'unanimité comme nouveau grand maître en novembre 1410. Il est préféré à d'autres candidats, comme le commandeur d'Elbing, Werner von Tettingen, qui menait les démarches diplomatiques de l'Ordre et avait participé à la bataille de Tannenberg.
Henri de Plauen doit prioritairement restaurer ou rebâtir les forteresses de l'Ordre, recruter de nouveaux chevaliers et défendre la réputation de l'Ordre en Europe, qui jouissait avant la défaite d'un grand prestige auprès de la chevalerie médiévale de l'époque.

### Grand maître
Henri de Plauen s'efforce d'abord de conclure la paix avec les Polonais. Celle-ci, arbitrée par des représentants du Saint-Siège, est signée le 1er février 1411 par le traité de Thorn, grâce auquel il obtient pour l'Ordre des positions favorables en gardant ses forteresses, mais en laissant la Samogitie faiblement christianisée au grand-duc de Lituanie Vytautas. Cette province doit revenir à l'Ordre, selon les termes du traité, après la mort du grand-duc et du roi. Les frontières des possessions teutoniques doivent être délimitées d'après une commission d'arbitrage sous l'égide du roi de Bohême. Quant au royaume de Pologne, il reçoit le pays de Dobrzyń et reprend la Cujavie, mais laisse la Pomérélie (l'arrière-pays de Dantzig) et la région de Culm. Mais aussitôt après le traité, le roi de Pologne exige de l'Ordre le versement à la Pologne d'une rançon de six millions de gros de Prague (cinquante mille florins d'or) en quatre versements pour ses propres prisonniers de guerre et en réparation des dommages de guerre. Souhaitant la paix, Plauen accepte.
Henri de Plauen convoque donc en février les délégués des villes de Prusse à Osterode pour le paiement des sommes, en proposant une collecte supplémentaire de 1,75 % du trésor des villes. Toutes les villes acceptent à l'exception de Dantzig. Une seconde assemblée se tient donc à Elbing afin de prendre une décision unanime, mais Thorn se rallie à la position de Dantzig et refuse la taxe. Thorn se ravise finalement, mais Dantzig résiste. Elle est soumise à un blocus, jusqu'au 5 avril 1411, date à laquelle elle se rallie à la majorité.
Henri de Plauen s'efforce de vaincre la résistance de notables des villes du Culmerland regroupés dans l'Union de Lizard (Eidechsenbund) et favorables au rattachement à la Pologne. Il met au jour un projet de renversement du pouvoir échafaudé par le commandeur de Rehden, Georg von Wirsberg, et fait emprisonner Nicolas von Renys (en) (1360-1411) qui était l'un des chevaliers fondateurs de la ligue du lézard, pour avoir aidé secrètement les Polonais. Celui-ci est décapité à Graudenz après un rapide procès.
Les deux premiers versements de la rançon sont effectués à temps, mais Henri von Plauen demande l'aide de l'empereur Sigismond pour le troisième. L'empereur propose une médiation à Breslau, sous son égide, en mars 1412. Finalement il décide en août 1412 que les termes de la paix de Thorn sont équitables, mais que la Pologne doit diminuer le montant des sommes dues par l'Ordre comme rançon pour la libération de ses prisonniers et comme paiement des dommages de guerre. Cependant, à la surprise générale, le grand maître verse les sommes subsistantes en janvier 1413. Quant à la frontière de la Samogitie, une seconde commission se réunit et décide en mai 1413 que la frontière doit passer sur le Niémen et que la rive droite, dont la ville de Memel, appartient au grand-duc de Lituanie.
Henri von Plauen décide tout de même, fort de l'appui implicite de l'empereur, de déclarer la guerre au roi de Pologne, mais les finances de l'Ordre sont en mauvais état et les mercenaires doivent être payés. Il rassemble donc près de six mille hommes à l'été 1413, près de la frontière de Poméranie, et près de trente mille hommes dans la région de Dobrzyn et en Mazovie. Ces derniers sont commandés par le frère chevalier Michael Küchmeister von Sternberg (1470-1523), grand maréchal de l'Ordre (et donc commandeur de Königsberg). La période choisie semble propice, car le grand-duc Vitold (Vytautas) est occupé par une guerre contre la principauté de Novgorod. Küchmeister von Sternberg attaque par le nord de la Pologne, d'où le roi était absent, mais fait retraite au bout de seize jours. Les chevaliers ne percent pas non plus en Poméranie. Les armées de l'Ordre retournent au point de départ.

### Déposition
Michael Küchmeister von Sternberg obtient donc la déposition du grand maître von Plauen, le 9 octobre 1413, et il est nommé à sa place par le chapitre en janvier 1414 (un grand maître intérimaire est nommé en attendant, en la personne d'Hermann Gans, le grand hospitalier qui demeure à Elbing). Il ouvre des négociations de paix avec la Pologne et la Lituanie. Le déclin de l'Ordre commence. Le chapitre général approuve cette stratégie de paix.
En réalité, Henri de Plauen a été aussi déposé pour des raisons religieuses. L'Église d'Allemagne est minée par les nouvelles idées de Wyclif et par l'hérésie des Hussites. Le neveu du grand maître, Wilhelm von Katzenelnbogen, est, dans une certaine mesure, favorable à ces nouvelles idées et, pire, le grand maître Henri de Plauen semble favorable au mariage des religieux, c'est-à-dire en fait à la fin des vœux religieux... Le peuple bas-allemand est majoritairement acquis à ces idées, mais le peuple haut-allemand leur est résolument hostile, ainsi que la majorité des chevaliers teutoniques. Ceux-ci se tournent vers le pape pour dénoncer l'hérésie du grand maître qui est donc cité à comparaître devant le chapitre général. Comme il ne répond pas à trois convocations successives, il est donc destitué, selon la règle. Le chapitre général charge le frère le plus vénérable, Otto von Bernstein, de se saisir de lui et de le conduire aux arrêts au château de Tapiau. Il est officiellement déposé, le 11 octobre 1413.
Henri de Plauen est nommé commandeur de la petite commanderie d'Engelsburg, mais il est en fait prisonnier, ce qui est confirmé par son successeur Sternberg qui ne lui pardonnait pas sa défaite et voulait maintenir la foi et les règles catholiques de l'Ordre teutonique. Plauen est ensuite emprisonné à Dantzig et au château de Brandenburg de 1414 à 1422, avec son frère qui était l'ancien commandeur de Dantzig, sous accusation de complot. Le commandeur de Dantzig, Rudolf von Eilenstein est favorable aux idées hussites (pourtant condamnées par le concile de Constance de 1416), un frère prêtre de l'Ordre, André Pfaffendorf, prêche publiquement en la paroisse Saint-Jean de Thorn les thèses hussites et suscite des troubles à Dantzig, le petit peuple étant encore majoritairement favorables à Rome.
L'Ordre teutonique, qui aurait dû se consolider face aux périls extérieurs, est donc miné de l'intérieur.
Ce n'est que le successeur de Sternberg, le grand maître Paul von Rusdorf, qui le fait libérer et nommer Pfleger (ou proviseur) du château de Lochstädt, au bord de la lagune de la Vistule. Il y passe les dernières années de sa vie et y meurt en 1429.
Henri de Plauen est enterré en la chapelle Sainte-Anne de la forteresse de Marienbourg, où sa pierre tombale est encore visible aujourd'hui.